# 中将 (アメリカ軍)
中将(ちゅうしょう、英語: lieutenant General)は、アメリカ軍の陸軍、海兵隊、空軍、そして宇宙軍に存在する軍階級である。普段は三ツ星のバッジで表される。
中将は少将の一つ上の軍級で、大将の一つ下である。給与等級は最大の符号から二つ下のO-9である。中将の位は陸軍、LTG、海兵隊ではLtGen、そして空軍と宇宙軍ではLt Genと略されている。

## 人数制限
一度に存在していられる准将から大将までの人数は、合衆国法典で縛られている。陸軍は231人、海兵隊は62人、そして空軍では198人までが同時に活動できる。 陸軍と空軍では、将軍達の四分の一以上が少将以上の位を持つことが禁止されている。 しかし、これらの原則は例外がいくつかある。もし情報局などの特別な職務についている人物が将軍になった場合、この原則には影響されない。 アメリカの大統領は他の階級の上限を一つ取り除くことで、一つの階級の上限を一つ上げることが出来る。 そして、戦時中や国家の非常事態といった状況では、大統領の決断で全ての上限を取り除くことが出来る。

## 任命と軍務期間
准将以上の階級は合衆国の政府が管理しているもので、もし三ツ星バッジを手に入れたとしても将軍としての軍務は一定期間しか全うできない。 中将の位も例外ではなく、それらの軍務期間は大抵は法で縛られている。 中将は大統領が准将を昇級することでその階級を名乗ることが出来る。大統領が中将を決める時、その決断には国防長官と参謀本部議長の意見も必要されることもある。 その後、上院の半数以上が大統領の決断に賛成すれば、新たな中将が正式に務めることになる。 戦時中以外は、中将の任務期間は三年位である。しかし、法や大統領の命令で四年以上にもなることにもある。
軍務期間の延長は合衆国議会によって認められることもあるが、軍務が長いと准将などが中将になる昇進を妨げることになるので非常に稀である。戦争中や国家の非常事態などの時は、中将や他の軍役の期間は延長されることや、期間そのものがなくなることもある。

## 中将の退役
自主的な退役ではない場合、退役する方法には様々な条件がある。中将は38年間務めたあとにその地位を退かなければならない。絶対的な条件として、全ての中将達はそれぞれの64歳の誕生日の日に中将を辞めるというものがある。しかし、このルールは国防長官によって66歳の誕生日に、大統領によって68歳までに先延ばしされることが出来る。
大抵の中将は、強制退役の月日より遥か前に自主退役する。中将の軍人の数には上限があり、彼らが退かないと下から昇級してくる軍人達のキャリアを足止めしてしまうからだ。 軍人が中将の地位を諦めると、彼は中将かそれ以上の位に就かされるか、もし就く位が見つからなければ強制退役させられる。 昔は中将の位を辞める軍人は准将の位などより責任が少ない位に就いて退役までの時間を潰すことが普通だったが、近年は昇級の流れを妨げることを防ぐため、そういった行動はあまり見られない。

## 階級の歴史
1855年の2月28日に、フランクリン・ピアース大統領は米英戦争と米墨戦争で活躍したウィンフィールド・スコットに一時的な階級として中将の位を与えた。
この階級は,1864年の2月1日に下院での投票で再び使われることになった。. 1888年に、この位は大将の階級と統合され中将としては呼ばれなくなった。

## 近年の中将
陸軍と海兵隊の中将は、大抵二万から四万人で構成された軍団の責任を任されている。空軍の中将は、大規模な航空軍団かそれと同等に重要な軍団を担っている。軍閥関係なく、全ての中将はペンタゴン内で上位士官としての役割を持っている。 2014年では、5人の女性が中将としてアメリカ軍に勤めていた。
第二次世界大戦終結後、大体の将軍達は准将か大将に退役まで就かされ、中将の位は大将と准将の枠が空いていない時に一時的に将軍を置く階級として使われていた。当時の将軍達の間では退役する時に自らの枠を空けておくことが常識だったので、このシステムが使われていた。マッカーサーは、例外的に大将を辞める時に准将としてアメリカ軍に留まった。
中将の枠を一時的な将軍の溜まり場とする「伝統」は未だに続いており、大統領や国防長官は今でも大将と准将の枠が一杯の時に定期的に議会の承認を得て将軍を期間付きで中将にすることがある。期間が終わった後、もし准将かそれ以上の枠が空いているならば、その軍人は昇進するか永久退役することが許される。

## 有名な中将達

### 第二次世界大戦以前
中将になった順番に記されている
- ジョージ・ワシントン：中将として活躍した初めての将軍。彼は後に大統領になり、死後に元帥の位を与えられた。
- ウィンフィールド・スコット：一時的に中将に昇級されたことがある
- ユリシーズ・グラント：南北戦争の英雄的な戦術家。後に大将となった
- ウィリアム・シャーマン：南部戦争で焦土作戦を実行し、南部側の経済を破壊した戦術家。後に大将となった
- フィリップ・シェルダン：南部の将軍のロバート・リーを降伏させた軍人。後に大将となった
- ジョン・スコフィールド：フロンティア軍を指揮した軍人。後に総司令官となった
- ネルソン・マイルズ：インディアン戦争で活躍した軍人。総司令官も務めた
- トーマス・ホルコンブ：海兵隊の中で初めて中将となった軍人

### 第二次世界大戦
- フランク・アンドリューズ：ヨーロッパでのアメリカ空軍の司令官。後に墜落事故で亡くなった
- サイモン・バックナー・ジュニア：第十軍の司令官。沖縄戦で戦死。死後、1954年に連邦議会から大将を追贈された
- ジミー・ドーリットル：日本に対するドーリットル空襲を指揮した。第八、第十二、そして第十五空軍団も指揮した。退役後、空軍の中将と任命された
- ヒューゴ・ドラム：第一軍の参謀長
- ルーシアン・トラスコット：第五軍と第十五軍の司令官
- アイラ・エーカー：空軍の第八軍の司令官。ドイツ占領下のフランスに対する爆撃をアメリカ軍人として初めて指揮した
- デロス・カーレトン・エモンズ: ハワイの防衛局長。ハワイの日系人がハワイから逃亡することを阻止した
- ロイド・フレンデンド―ル：第二軍の司令官
- レズリー・グローヴス：工兵司令部の軍人。マンハッタン計画に大きく関わっており、ペンタゴンの工事を計画した
- ミラード・ハーモン：太平洋の陸軍航空軍の司令官。彼が乗っていた飛行機は行方不明になった
- トーマス・ホルコンブ：海兵隊の第二軍六部隊の司令官。人種隔離の強い信者だった
- ウィリアム・ヌッドセン：市民として初めて中将となった。[7]
- レスリー・マクネアー：旧陸軍の司令官。死後に中将となった
- リチャード・サザランド：マッカーサーの参謀長だった。日本の降伏時に戦艦ミゾーリに乗っていた
- ジョージ・パットン：第三軍の司令官。ヨーロッパで戦車部隊を率いた